# Roykstova
Die Roykstova (färöisch, „Rauchstube“) ist der zentrale Raum im alten Bauernhaus der Färöer. Das Gegenteil der fensterlosen Roykstova ist die Glasstova.

## Aufbau
Die Roykstova hat ihren Namen vom Rauch, der die Stube ausfüllt, wenn das offene Feuer in der Mitte des Raumes brennt. Über dieser Feuerstelle befand sich früher nur ein einfaches Loch im Dach, bevor Schornsteine eingeführt wurden. Dieses Loch war das einzige Fenster. Rings um das Feuer sind Sitzbänke entlang der Wände angebracht, die darüber hinaus Ausbuchtungen für Betten aufweisen, sogenannte Alkoven. Der Boden bestand meist nur aus gestampftem Lehm, seltener aus dem kostbaren Holz, das importiert werden musste. Aus diesem Grund wurde auch meist mit Torf geheizt. Dieser Raum war Wohnraum für alle Bewohner des Hofes, während reichere Bauern oft noch über einen besseren Raum verfügten.
Die Bauweise der Roykstova geht zurück auf das Wikingerlanghaus, das meist nur über einen Raum verfügte, der ähnlich aufgebaut war.

## Soziokulturelle Funktion
Hier wurde nicht nur geschlafen, sondern auch die traditionelle färöische Küche zubereitet, und gegessen. Die färöische Wolle wurde hier über Jahrhunderte zu wichtigen Exportartikeln wie Strümpfen und Strickjacken verarbeitet. 
Währenddessen sang man die alten Balladen und erzählte sich die Sagen der Vorväter. Auf diese Art überlebte die färöische Sprache in mündlicher Überlieferung, und der färöische Kettentanz wurde so von Generation zu Generation weitergegeben, denn wenn die Erwachsenen mit Hausarbeit beschäftigt waren, konnten sie nur singen, während die Kinder tanzen durften, was sonst nicht üblich war.

## Museen
Roykstovan ist die bestimmte Form, also die Rauchstube. Am bekanntesten ist dieser Name für den musealen Raum im Kirkjubøargarður, dem Königsbauernhof von Kirkjubøur, der früher Sitz des Bistums Färöer war und auf das 11. Jahrhundert zurückgeht. Bekannt ist aber auch die jeweilige Roykstova in den Bauernhausmuseen von Saksun, Eiði und Gøta.

## Sonstiges
Daneben gibt es das gleichnamige Billigrestaurant in Klaksvík, wo der Name Roykstova vermutlich eine besondere Gemütlichkeit andeuten soll. Nicht zuletzt heißt eine beliebte Musiksendung im Útvarp Føroya Rokkstova – „Rock-Stube“, wohl in Anlehnung an die Vorstellung vom abendlichen Treffpunkt, wo man gemeinsam singt und tanzt.